# 弗赖敦 (艾奥瓦州)
弗賴敦（英語：Frytown）是位於美國愛荷華州約翰遜縣的一個人口普查指定地區。

## 人口
根據2010年美國人口普查的數據，弗賴敦的面積為2.10平方千米，當中陸地面積為2.10平方千米，而水域面積為0.00平方千米。當地共有人口165人，而人口密度為每平方千米78.57人。